# Herb Jaffe
Herbert „Herb“ Jaffe (* 20. Mai 1921 in New York City; † 7. Dezember 1991 in Beverly Hills, Los Angeles, Kalifornien) war ein US-amerikanischer Filmproduzent, Unternehmer und ehemaliger Literaturagent.

## Leben
Herb Jaffe wuchs in Brooklyn auf, besuchte sowohl das Brooklyn College als auch die Columbia University und diente während des Zweiten Weltkriegs in der United States Air Force. Nachdem er sechs Jahre lang für die Produktionsfirma MCA gearbeitet hatte, wurde er Literaturagent und gründete 1957 mit Herb Jaffe Associates  seine eigene Agentur, wo er unter anderem Schriftsteller wie Paddy Chayefsky, Joseph Heller und Reginald Rose vertrat. Durch den Verkauf der Verfilmungsrechte ihrer Werke an Hollywoodstudios knüpfte er bald so gute Kontakte, dass er 1965 seine eigene Agentur verkaufte und Leiter der weltweiten Produktion von United Artists wurde. 1975 verließ er das Studio allerdings wieder und produzierte fortan als Independentfilmer eigene Filme wie Der Wind und der Löwe, Flucht in die Zukunft und Die rabenschwarze Nacht – Fright Night.
Herb Jaffe verstarb am 7. Dezember 1991 bei sich zu Hause an Krebs. Er wurde sowohl von seiner Frau Nel als auch von seinen Söhnen, den Drehbuchautoren und Produzenten Robert Jaffe und Steven-Charles Jaffe, überlebt.

## Filmografie (Auswahl)
- 1975: Der Wind und der Löwe (The Wind and the Lion)
- 1977: Des Teufels Saat (Demon Seed)
- 1978: Dreckige Hunde (Who’ll Stop the Rain)
- 1979: Flucht in die Zukunft (Time after Time)
- 1980: Hotel zur Hölle (Motel Hell)
- 1982: Verhext (Jinxed!)
- 1983: Verflucht sei, was stark macht (The Lords of Discipline)
- 1985: Die rabenschwarze Nacht – Fright Night (Fright Night)
- 1985: Staubige Dollars (Little Treasure)
- 1987: Dudes – Halt mich fest, die Wüste bebt! (Dudes)
- 1987: Drei auf dem Highway – Three for the Road (Three for the Road)
- 1987: Traumfrau vom Dienst (Maid to Order)
- 1988: Mein Nachbar, der Vampir (Fright Night Part II)